# More Fish
More Fish to szósty studyjny album amerykańskiego rapera Ghostface Killaha członka Wu-Tang Clan wydany 12 grudnia 2006 roku nakładem wytwórni Def Jam.

## Informacje
Na albumie w kilku utworach występują członkowie Theodore Unit (Cappadonna, Shawn Wigs, Trife Da God i nastoletni syn Ghostface’a Sun God), Redman, Killa Sin, Kanye West, Ne-Yo i piosenkarka Amy Winehouse. Płyta została wyprodukowana między innymi przez MF Dooma, Madliba, Hi-Teka i gitarzystę Marka Ronsona.
More Fish zadebiutował na 71. miejscu notowania listy Billboard 200, i w pierwszym tygodniu sprzedał się w ilości 36,000 kopii. Na stan z listopada 2009 roku album sprzedał się w ilości 107,000 kopii.

## Lista utworów
Opracowano na podstawie źródła
| #  | Tytuł                              | Producent                | Wykonanie                                                | Czas | Sample                                                             |
| -- | ---------------------------------- | ------------------------ | -------------------------------------------------------- | ---- | ------------------------------------------------------------------ |
| 1  | "Ghost Is Back"                    | Ghostface Killah, J-Love | Ghostface Killah, Tracy Morgan                           | 5:04 | "Juice (Know the Ledge)" w wykonaniu Eric B. & Rakim               |
| 2  | "Miguel Sanchez"                   | Fantom Of The Beats      | Trife Da God, Sun God                                    | 2:51 | "Love is Life" w wykonaniu Earth, Wind & Fire                      |
| 3  | "Guns N' Razors"                   | MF Doom                  | Ghostface Killah, Trife Da God, Cappadonna, Killa Sin    | 3:15 | "Villains Theme" z filmu Spider-Man                                |
| 4  | "Outta Town Shit"                  | Lewis Parker             | Ghostface Killah                                         | 3:45 | "Drama Backcloth" w wykonaniu Alana Tew                            |
| 5  | "Good"                             | P-Nut, Koolade           | Ghostface Killah, Trife Da God, Mr. Maygreen             | 3:41 | "Love Music" w wykonaniu Earth, Wind & Fire                        |
| 6  | "Street Opera"                     | Fantom of the Beats      | Ghostface Killah, Sun God                                | 3:53 | "Ain’t No Sunshine" w wykonaniu Michaela Jacksona                  |
| 7  | "Block Rock"                       | Madlib                   | Ghostface Killah                                         | 2:33 | "Dronsz" w wykonaniu Novalis                                       |
| 8  | "Miss Info Celebrity Drama (Skit)" | —                        | Miss Info                                                | 0:44 | "On Top" w wykonaniu Lonnie Youngblood                             |
| 9  | "Pokerface"                        | K. Slack                 | Ghostface Killah, Shawn Wigs                             | 2:45 | "Wichita Lineman" w wykonaniu Sunday’s Child                       |
| 10 | "Greedy Bitches"                   | Anthony Acid             | Ghostface Killah, Redman, Shawn Wigs                     | 3:38 | "TB Sheets" w wykonaniu Van Morrison                               |
| 11 | "Josephine"                        | Hi-Tek                   | Ghostface Killah, Trife Da God, The Willie Cottrell Band | 4:09 |                                                                    |
| 12 | "Grew Up Hard"                     | Anthony Acid             | Trife Da God, Solomon Childs                             | 4:47 | "Crossing the Bridge" w wykonaniu Inez Foxx                        |
| 13 | "Blue Armor"                       | Fantom of the Beats      | Ghostface Killah, Sheek Louch                            | 3:08 | "Innocent Hearts" w wykonaniu Johna Farnhama                       |
| 14 | "You Know I’m No Good"             | Mark Ronson              | Ghostface Killah, Amy Winehouse                          | 4:23 |                                                                    |
| 15 | "Alex (Stolen Script)"             | MF DOOM                  | Ghostface Killah                                         | 2:48 | "The Thief Who Came to Dinner" w wykonaniu Henry’ego Manciniego    |
| 16 | "Gotta Hold On"                    | Anthony Acid             | Shawn Wigs, Eamon                                        | 3:01 | "Hold On (I Think Our Love is Changing)" w wykonaniu The Crusaders |
| 17 | "Back Like That (Remix)"           | Xtreme                   | Ghostface Killah, Kanye West, Ne-Yo                      | 4:01 | "Baby Come Home" w wykonaniu Williego Hutcha                       |